# CS Mioveni
A Dacia Mioveni egy román labdarúgócsapat, székhelye Mioveniben található, Argeș megyében.

## Jelenlegi játékosok
| #  |                  | Poszt | Név                |
| -- | ---------------- | ----- | ------------------ |
| 1  | Románia          | K     | Mihai Ilie         |
| 2  | Románia          | V     | Liviu Hapaină      |
| 3  | Románia          | V     | Ilie Baicu         |
| 4  | Románia          | V     | Mihai Olteanu      |
| 5  | Románia          | KP    | Ciprian Dianu      |
| 6  | Elefántcsontpart | V     | Mariko Daouda      |
| 8  | Románia          | KP    | Sorin Trofin       |
| 9  | Románia          | CS    | Bogdan Vrăjitoarea |
| 10 | Románia          | KP    | Iulian Vladu       |
| 11 | Románia          | CS    | Daniel Lupașcu     |
| 12 | Románia          | K     | Răzvan Stanca      |
| 13 | Románia          | V     | Cristian Bratu     |

| #  |         | Poszt | Név             |
| -- | ------- | ----- | --------------- |
| 14 | Románia | V     | Irinel Voicu    |
| 16 | Románia | CS    | Daniel Costescu |
| 17 | Románia | CS    | Ionuț Chirciu   |
| 18 | Románia | KP    | Robert Neagoe   |
| 20 | Románia | KP    | Andrei Neagoe   |
| 21 | Románia | V     | Cornel Dobre    |
| 22 | Románia | K     | Mircea Oltean   |
| 23 | Románia | KP    | Dan Balauru     |
| 24 | Románia | KP    | Liviu Negoiță   |
| 30 | Románia | KP    | Horațiu Sătmar  |
| 33 | Románia | V     | Vasile Jula     |